# Strašek
Strašek je český název těchto rodů korýšů z řádu ústonožců (Stomatopoda):
- Acaenosquilla Manning, 1991
- Acoridon Adkison, Heard & Hopkins, 1983
- Allosquilla Manning, 1977
- Altosquilla Bruce, 1985
- Anchisquilloides Manning R.B., 1977
- Anchisquillopsis Moosa, 1986
- Bathysquilla Manning, 1963
  - Bathysquilla microps (Manning, 1961) - strašek malooký
- Beloisquilla Ahyong, 2001
- Coronida Brooks, 1886
- Coronidopsis Hansen, 1926
- Odontodactylus Bigelow, 1893
  - Odontodactylus scyllarus (Linnaeus, 1758) - strašek paví
- Squilla Fabricius, 1787
  - Squilla mantis (Linnaeus, 1758) - strašek kudlankový

Jako strašek pruhovaný je označován druh Lysiosquillina maculata (Fabricius, 1793).